# Christuskirche (Heidelberg)

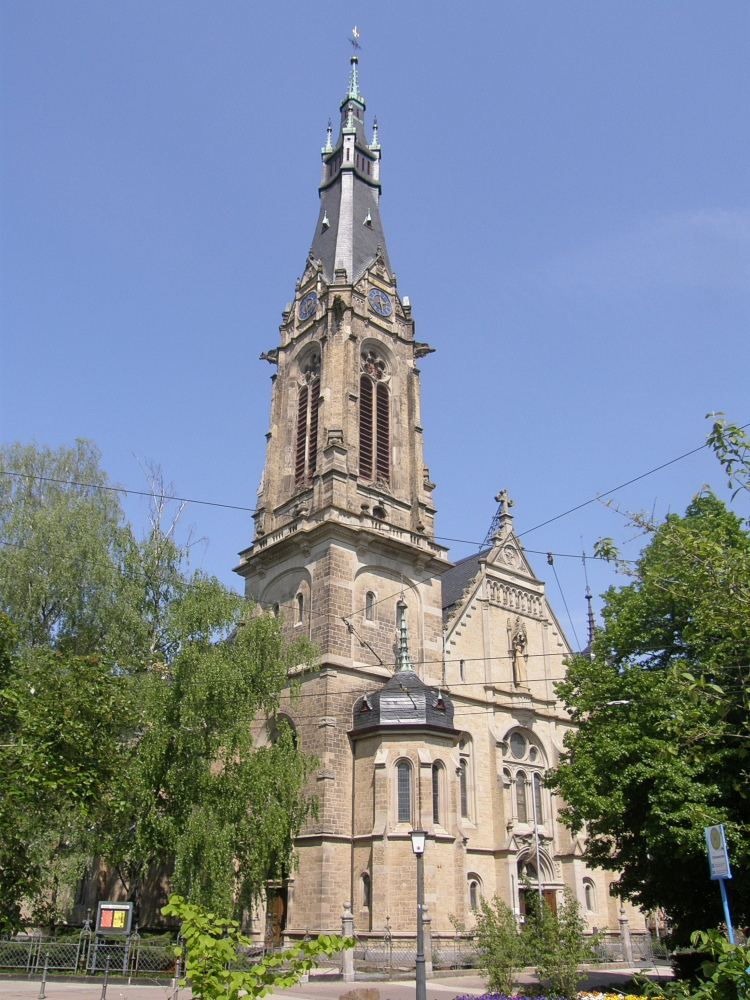
Christuskirche

Die evangelische Christuskirche Heidelberg ist ein Kirchengebäude des Historismus in der Heidelberger Weststadt.

## Geschichte
1890 wurde in Heidelberg mit der Bauplanung des Stadtteiles Weststadt begonnen. Zunächst gehörte die evangelische Kirche der Weststadt der Providenzgemeinde an, die sich noch heute in der Altstadt befindet. Um das Jahr 1894 stellte die Familie P. J. Landfried ein Grundstück in der Mitte des Stadtteiles zur Verfügung, auf dem die evangelische Christuskirche gebaut werden sollte, um der protestantischen Bevölkerung Heidelbergs den Gottesdienst in der Turnhalle der örtlichen Landhausschule zu ersparen. Die beiden neuen Weststadtkirchen waren gleichzeitig im Bau. Die katholische Kirche St. Bonifatius (1898–1903) wurde drei Monate früher fertiggestellt als die Christuskirche. Deren Architekt war Hermann Behaghel. Der erste Spatenstich fand am 24. September 1900 statt, der Grundstein wurde am Himmelfahrtstag 1901 gelegt, die Einweihung erfolgte am 3. Januar 1904. Noch heute ist der Grundstein hinter der Treppe der Kanzel zu finden, am sogenannten Triumphbogen. Der markante 65 m hohe Turm prägt zusammen mit den Türmen von St. Bonifatius das Bild der Weststadt.

## Architektur

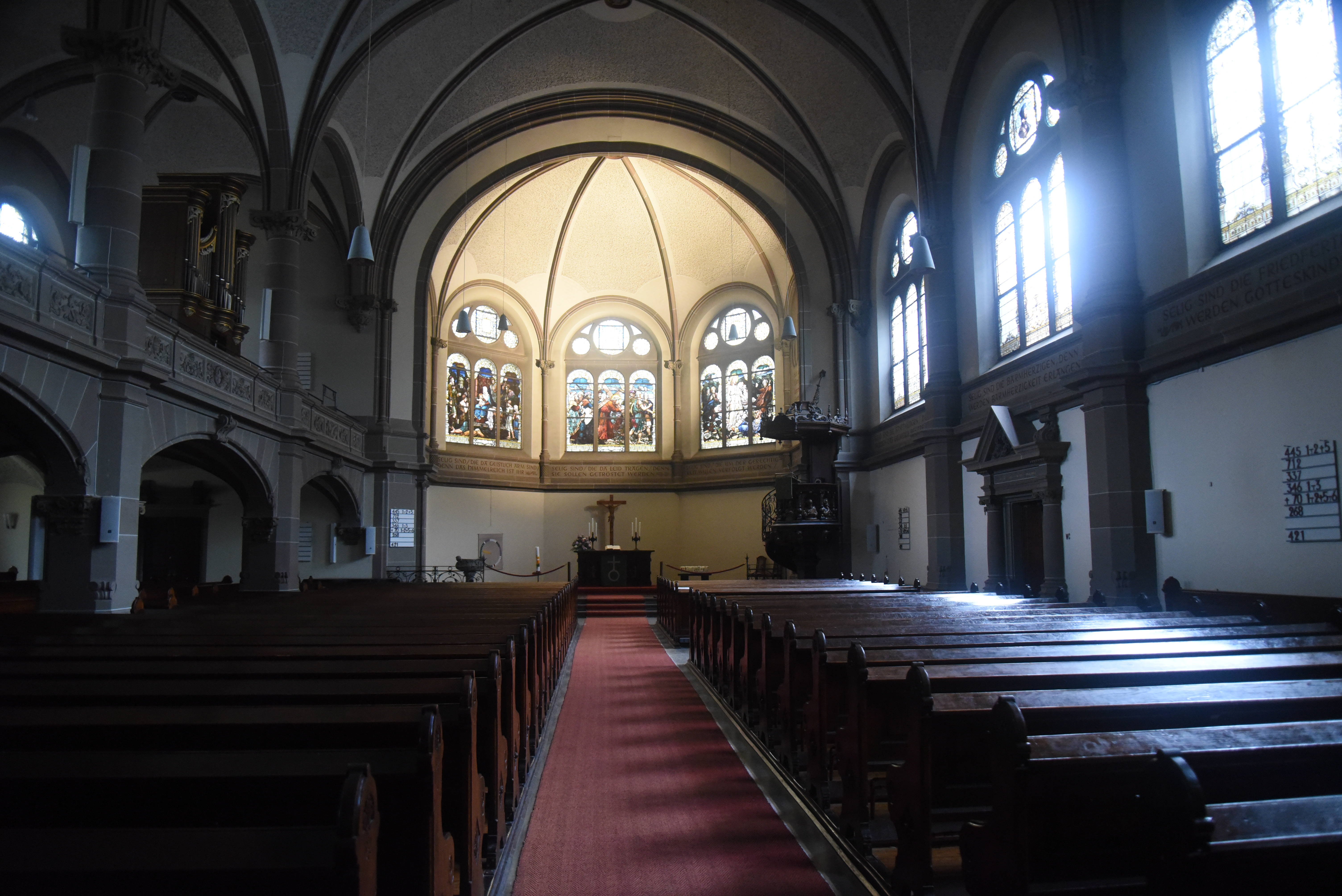
Innenansicht, Blick zum Chor

Der Baustil der Christuskirche ist eine Mischung aus Jugendstil, Renaissance-Bauformen und gotischen Elementen, entspricht also dem sogenannten typischen Maskenball der Stile des Historismus.
Das ungewöhnliche Dach des Kirchturmes ist in seiner Form und Gestaltung das einzige dieser Art. Als Abschluss zieren jeweils fünf zackenartige Verzierungen die Kupferspitze, auf der ein etwa 4–5 m hohes Kreuz steht und auf dem ein goldener Hahn die Windrichtung anzeigt. Die vier Uhren wurden aufwändig gestaltet. Unter ihnen stehen Jahreszahlen, die an die Stationen der Reformationsgeschichte erinnern. Oberhalb stehen jeweils die dazugehörigen Städte: Wittenberg, Worms, Speyer und Augsburg. Ebenfalls unter den Uhren ragen vier große Wasserspeier schräg gegen den Himmel, welche die vier Evangelisten darstellen. Solch eine Gestaltung – mit Wasserspeiern, Figuren und weiteren Elementen – gibt es in diesem Umfang in keiner Heidelberger Kirche mehr. Der schwebende Engel von Hans Fries (1872–1955) findet sich über dem Hauptportal der Kirche. Auf dem Kopf trägt er eine Krone mit Stern.
Der quadratische Innenraum ist im Sinne einer evangelischen Predigtkirche auf die Kanzel hin orientiert. Auf der linken Seite befindet sich eine breite Empore, wodurch der Eindruck eines zweischiffigen Saales erweckt wird.
Gebaut wurde von 1900 bis 1904 auf Granit-Fundament; die Kirche hat 1200 Sitzplätze, eine Gesamtlänge von 38 Metern, eine Scheitelhöhe von 15 Metern, der Turm ist 65 Meter hoch.

## Glasmalerei

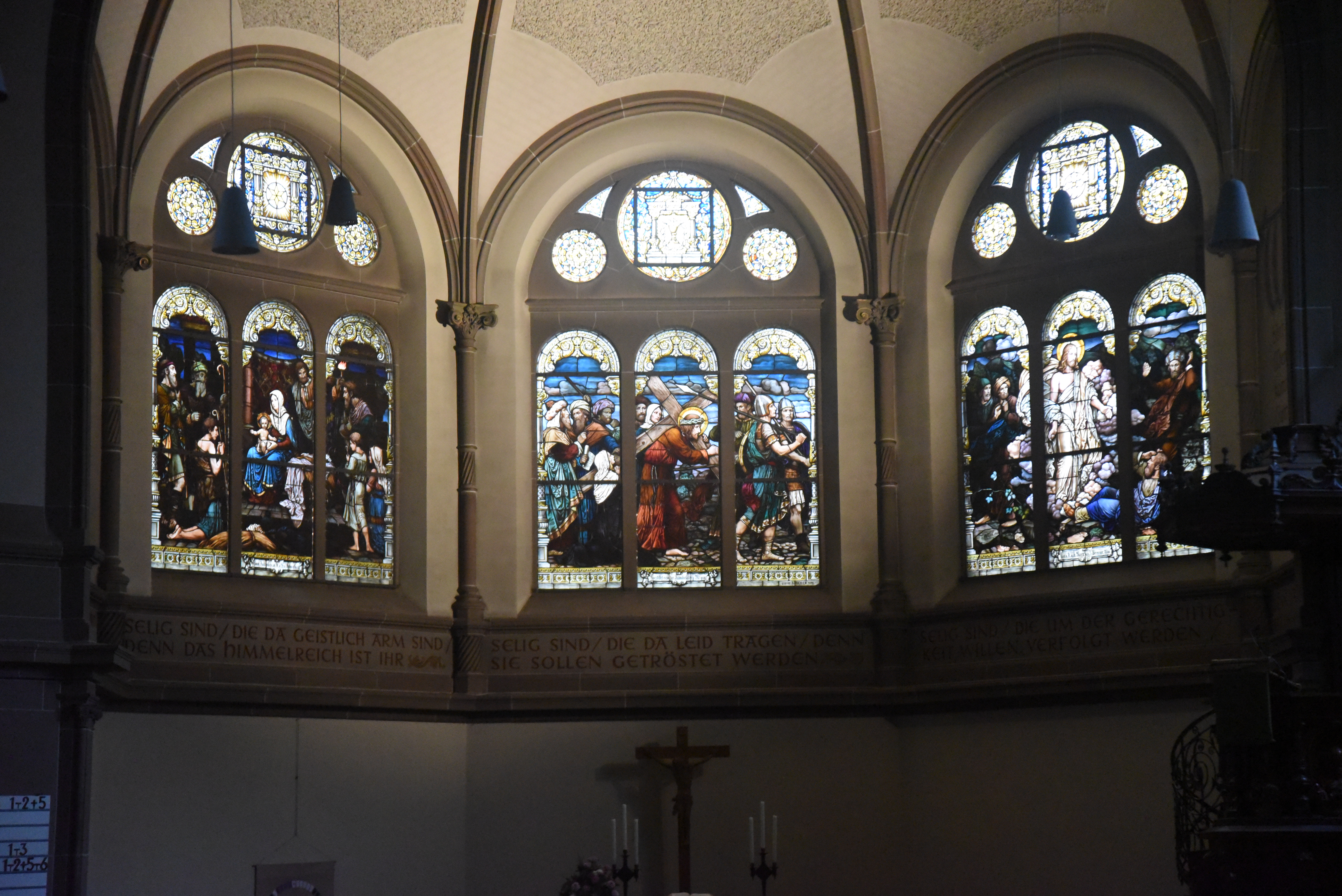
Glasfenster im Chor

In der Kirche gibt es im Chorbereich drei große Fenster. Die von Rudolf Yelin dem Älteren entworfenen und von Heinrich Beiler ausgeführten Glasgemälde zeigen Stationen aus dem Leben Jesu und die Seligpreisungen Jesu. Das linke Chorfenster zeigt die Geburt Jesu und die Anbetung durch die Weisen aus dem Morgenland. In der Mitte: Der Leidensweg Jesu; auf der rechten Seite: Die Erscheinung des Auferstandenen gegenüber Paulus vor Damaskus.
Im Seitenschiff der Kirche gibt es zwei weitere farbige Fenster. Sie stellen eine Salbung und eine Wunderheilung Jesu dar. An der Ostseite werden in den Medaillons der Bogenfelder Philipp Melanchthon (1497–1560), Martin Luther (1483–1546) und Jan Hus (1369–1415) dargestellt, über der Westempore Huldrych Zwingli (1484–1531) und Johannes Calvin (1509–1564) in Erinnerung an die reformatorische Bewegung des 15. und 16. Jahrhunderts. Alle Fenster tragen Neorenaissance-Architekturdekor.

## Walcker-Orgel

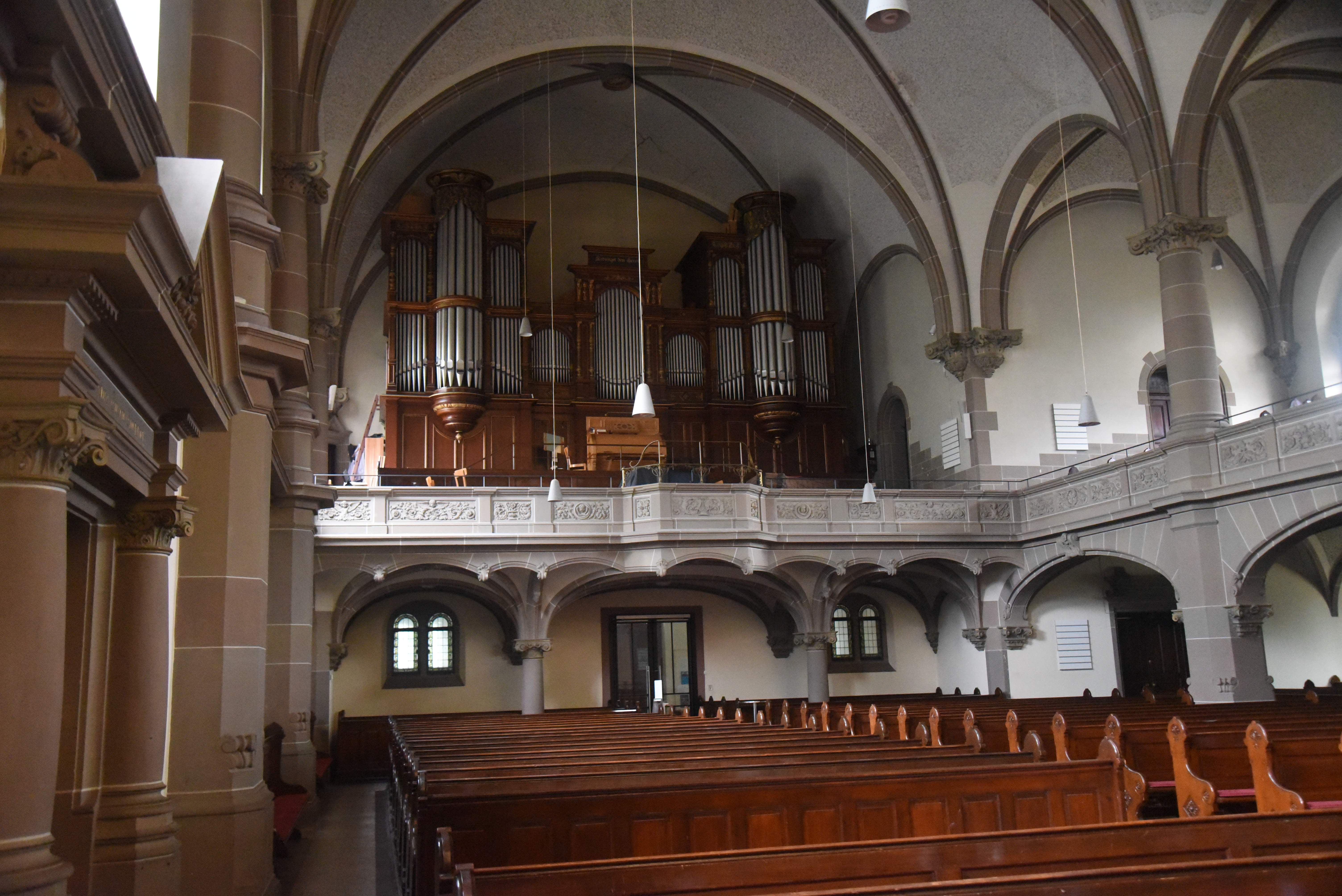
Blick zur Orgel

Die Kirche besitzt eine Orgel, die im Jahre 1903 von Eberhard Friedrich Walcker (Ludwigsburg) erbaut wurde. Das Instrument hat 41 klingende Register auf drei Manualen und Pedal. Es war der damaligen Zeit entsprechend in romantischer Disposition und mit pneumatischer Steuerung versehen.
Im Jahr 1955 wurde die Walcker-Orgel auf eine elektrische Spiele- und Registertraktur umgestellt, und das Klangbild im Sinne der Orgelbewegung für die Darstellung barocker Musik tiefgreifend umgestellt. Die Walcker-Orgel der Christuskirche ist trotz dieser Änderungen ein Zeugnis für die Orgeln der Jahrhundertwende.

### Disposition 1954
| I Hauptwerk C–g3 |                 |       |
| 1.               | Grobgedackt     | 16′   |
| 2.               | Prinzipal       | 08′   |
| 3.               | Gedeckt         | 08′   |
| 4.               | Traversflöte    | 08′   |
| 5.               | Oktave          | 04′   |
| 6.               | Rohrflöte       | 04′   |
| 7.               | Quinte          | 2 ⁄3′ |
| 8.               | Kleinoktave     | 02′   |
| 9.               | Waldflöte       | 02′   |
| 10.              | Großmixtur V–VI |       |
| 11.              | Glöckleinton II |       |
| 12.              | Trompete        | 08′   |

| II Schwellwerk C–g3 |                 |       |
| 13.                 | Gemshorn        | 08′   |
| 14.                 | Quintade        | 08′   |
| 15.                 | Weidenpfeife    | 08′   |
| 16.                 | Weitprinzipal   | 04′   |
| 17.                 | Salicional      | 04′   |
| 18.                 | Nasard          | 2 ⁄3′ |
| 19.                 | Piccolo         | 02′   |
| 20.                 | Septcornett III |       |
| 21.                 | Scharfmixtur IV |       |
| 22.                 | Fagott          | 16′   |
| 23.                 | Trompette harm. | 08′   |
| 24.                 | Tromba acuta    | 04′   |
|                     | Tremulant       |       |

| III Positiv C–g3 |               |       |
| 25.              | Rohrflöte     | 8′    |
| 26.              | Quintade      | 8′    |
| 27.              | Prinzipal     | 4′    |
| 28.              | Nasat         | 1 ⁄3′ |
| 29.              | Blockflöte    | 1′    |
| 30.              | Terzian II    |       |
| 31.              | Zimbel III–IV |       |
| 32.              | Oboe          | 8′    |

| Pedal C–f1 |                   |     |
| 33.        | Prinzipalbass     | 16′ |
| 34.        | Subbass           | 16′ |
| 35.        | Oktavbass         | 08′ |
| 36.        | Salicetbass       | 08′ |
| 37.        | Choralbass        | 04′ |
| 38.        | Superoktave       | 02′ |
| 39.        | Rauschbass II     |     |
| 40.        | Hintersatz III–IV |     |
| 41.        | Bombarde          | 32′ |
| 42.        | Posaune           | 16′ |
| 43.        | Fagott            | 16′ |
| 44.        | Clarine           | 04′ |

- Koppeln:
  - Normalkoppeln: II/I, III/I, III/II, I/P, II/P, III/P
  - Superoktavkoppel: II/I
  - Suboktavkoppel: II/I
- Spielhilfen: Feste Kombinationen (Tutti, Generaltutti), elektronische Setzeranlage, Crescendowalze

### Disposition ab 2011
Im September 2009 begann die Restaurierung der Orgel durch die Orgelbaufirma Gerhard Lenter. Dabei wurde die Orgel bis auf geringe Änderungen wieder dem Originalzustand angenähert. Die restaurierte Orgel wurde am 24. April 2011 geweiht.
| I Hauptwerk C–g3 |                 |       |
| 1.               | Principal       | 16′   |
| 2.               | Principal       | 08′   |
| 3.               | Gedeckt         | 08′   |
| 4.               | Doppelflöte     | 08′   |
| 5.               | Viola di Gamba  | 08′   |
| 6.               | Gemshorn        | 08′   |
| 7.               | Synthematophon  | 08′   |
| 8.               | Octav           | 04′   |
| 9.               | Rohrflöte       | 04′   |
| 10.              | Rauschquinte II | 2 ⁄3′ |
| 11.              | Mixtur IV–V     |       |
| 12.              | Trompete        | 08′   |

| II Schwellwerk C–g3 |                 |     |
| 13.                 | Bordun          | 16′ |
| 14.                 | Principal       | 08′ |
| 15.                 | Traversflöte    | 08′ |
| 16.                 | Quintatön       | 08′ |
| 17.                 | Salicional      | 08′ |
| 18.                 | Dolce           | 08′ |
| 19.                 | Octav           | 04′ |
| 20.                 | Flöte           | 04′ |
| 21.                 | Piccolo         | 02′ |
| 22.                 | Mixtur III–IV   |     |
| 23.                 | Trompete (1954) | 08′ |
| 24.                 | Clarinette      | 08′ |

| III Echowerk (schwellbar) C–g3 |                  |     |
| 25.                            | Lieblich Gedeckt | 16′ |
| 26.                            | Geigenprincipal  | 08′ |
| 27.                            | Rohrflöte        | 08′ |
| 28.                            | Aeoline          | 08′ |
| 29.                            | Vox coelestis    | 08′ |
| 30.                            | Traversflöte     | 04′ |
| 31.                            | Fugara           | 04′ |
| 32.                            | Oboe (1954)      | 08′ |

| Pedal C–f1 |                      |         |
| 33.        | Principalbass        | 16′     |
| 34.        | Violonbass           | 16′     |
| 35.        | Subbass              | 16′     |
| 36.        | Gedecktbass (aus II) | 16′     |
| 37.        | Quintbass            | 10 2⁄3′ |
| 38.        | Octavbass            | 08′     |
| 39.        | Cellobass            | 08′     |
| 40.        | Salicetbass (aus II) | 08′     |
| 41.        | Octav                | 04′     |
| 42.        | Posaune              | 16′     |
| 43.        | Trompete             | 08′     |

- Koppeln:
  - Normalkoppeln: II/I, III/I, III/II, I/P, II/P, III/P
  - Superoktavkoppel: II/II, III/III
- Spielhilfen:
  - Pianopedal III, Pianopedal II
  - Zungenabsteller
  - Handregister zur Walze
  - Generalkoppel
  - zwei Freie Kombinationen
  - Crescendowalze
  - vier Feste Kombinationen: p, mf, f, ff
  - elektronische Setzeranlage
- System:
  - pneumatische Kegelladen
  - pneumatische Spiel- und Registertraktur
- Winddruck:
  - 100 mm WS
  - Spieltisch: 125 mm WS

## Krämer-Orgel
Seit Ostern 2018 befindet sich eine zweite Orgel in der Christuskirche. Mit der Krämer-Orgel von 1790 steht hier nun ein spätbarockes Instrument.
Die zweimanualige Orgel wurde 1790 von Andreas Krämer für die Ladenburger St.-Gallus-Kirche erbaut. 1865 kam sie in die dortige St.-Sebastians-Kapelle, wo sie bis in die 1960er Jahre und – nach einer Umarbeitung – von 1982 bis 2008, bis zur Schließung und Entwidmung der Kapelle, wieder gespielt wurde.
Disposition
| I Hauptwerk |           |       |
| 1.          | Principal | 8′    |
| 2.          | Gamba     | 08′   |
| 3.          | Bourdon   | 08′   |
| 4.          | Praestant | 04′   |
| 5.          | Floet     | 08′   |
| 6.          | Quint     | 2 ⁄3′ |
| 7.          | Octav     | 02′   |
| 8.          | Mixtur IV | 0     |
| 9.          | Cornet V  |       |
| 10.         | Trompet   | 08′   |

| II Oberwerk |            |     |
| 11.         | Gedackt    | 08′ |
| 12.         | Salicional | 08′ |
| 13.         | Principal  | 04′ |
| 14.         | Spitzfloet | 04′ |
| 15.         | Flageolet  | 02′ |

| Pedal |           |     |
| 16.   | Subbass   | 16′ |
| 17.   | Oktavbass | 08′ |
| 18.   | Posaune   | 8′  |

## Glocken

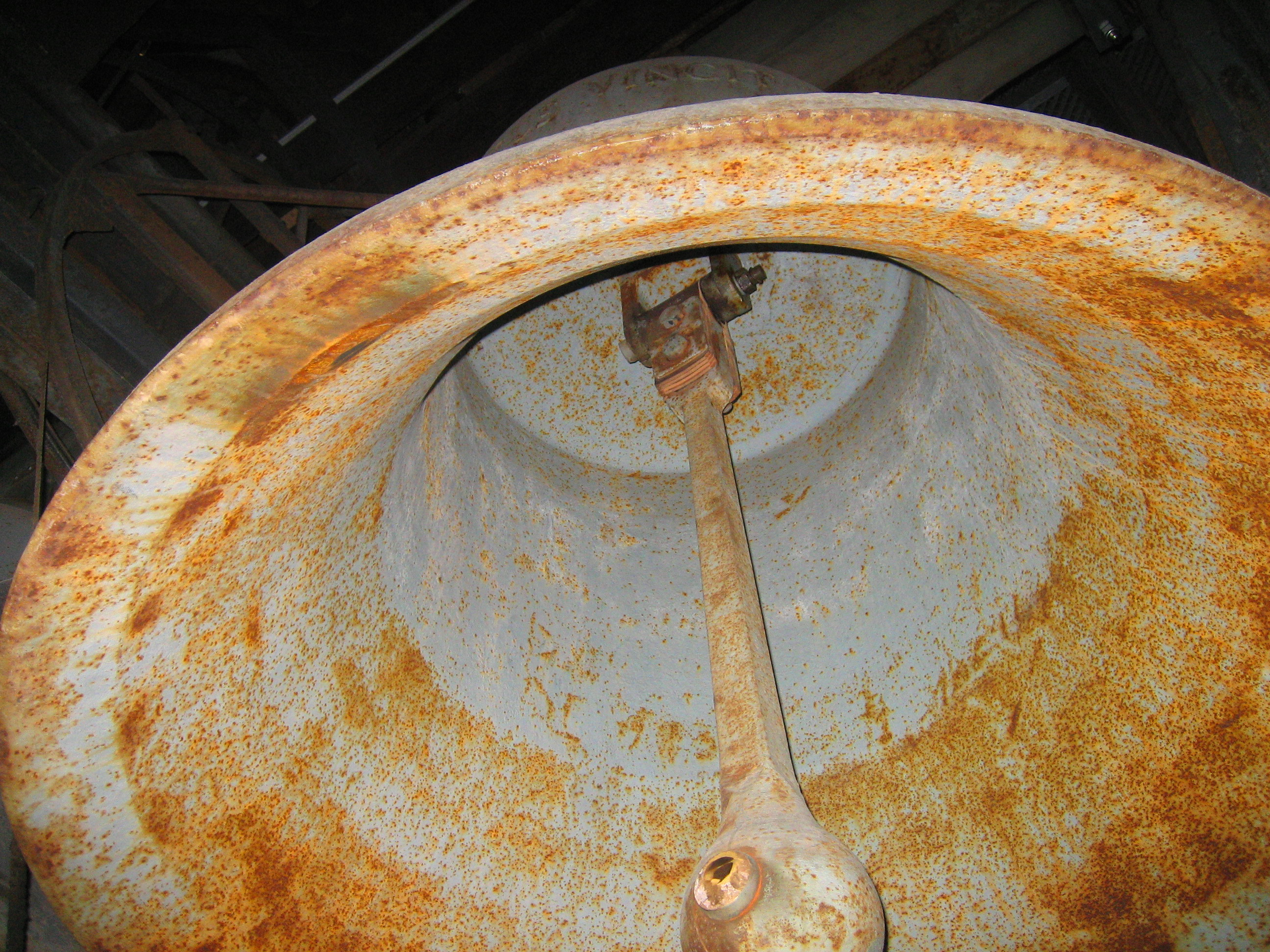
Vaterunser-Glocke

Ein halbes Jahr vor der Einweihung der Christuskirche kamen die vier Bronzeglocken an. Sie waren von der Glockengießerei A. Hamm in Frankenthal gegossen worden. Die Glocken wogen insgesamt 125 Zentner und waren auf B, C, D und F gestimmt und auf das damalige Geläute der Kirche St. Bonifatius abgestimmt. 1942 mussten im Zweiten Weltkrieg drei der vier Glocken abgegeben werden.
1951 wurde die Kirche mit neuen Glocken ausgestattet. Es sind Gussstahlglocken, die vom Bochumer Verein gegossen wurden. Sie haben die Töne c, es, f, g und ergeben somit ein ausgefülltes Moll-Motiv. Sie tragen die Inschriften: „Christus vivit“, „Christus regnat“, „Christus vincit“ und „Christus triumphat“ (Christus lebt, regiert, siegt und triumphiert). Das Vollgeläute ist beeindruckend, wohltönend und von weichem Klang.

## Renovierung
Im Jahr 2004/2005 wurde das ganze Bauwerk saniert. Der Turm bekam eine neue Blattvergoldung sowie einen neuen Blitzschutz, Taubenabwehr; es erfolgten Teilaustausch des Turmhelmes und Wartungsarbeiten im Turminneren. Im Inneren wurden Maßnahmen für die anstehende Orgelrenovierung getroffen; Bleifenster und Kirchengewölbe bekamen einen neuen Anstrich.

## Galerie

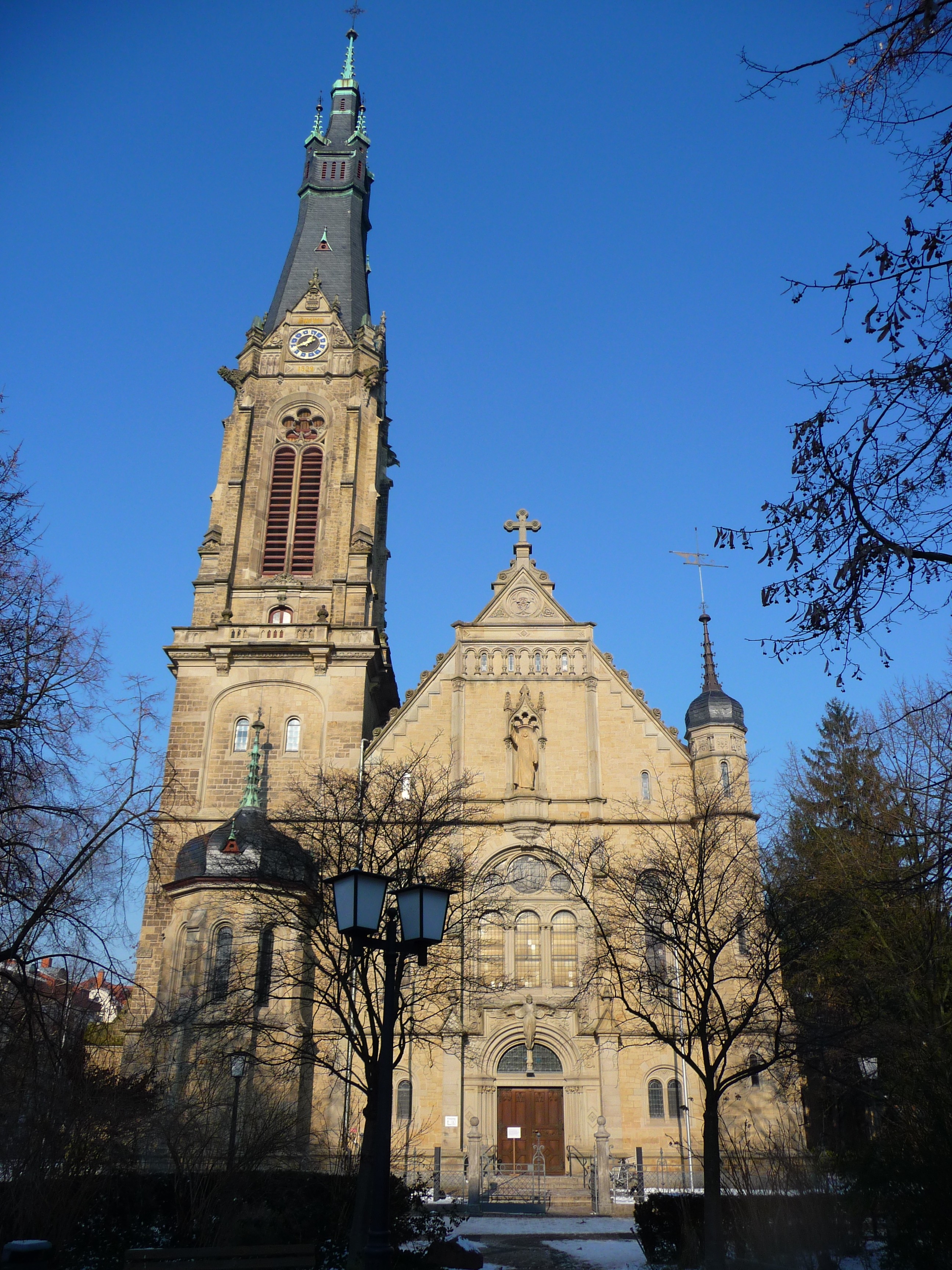
Südostseite mit Hauptportal
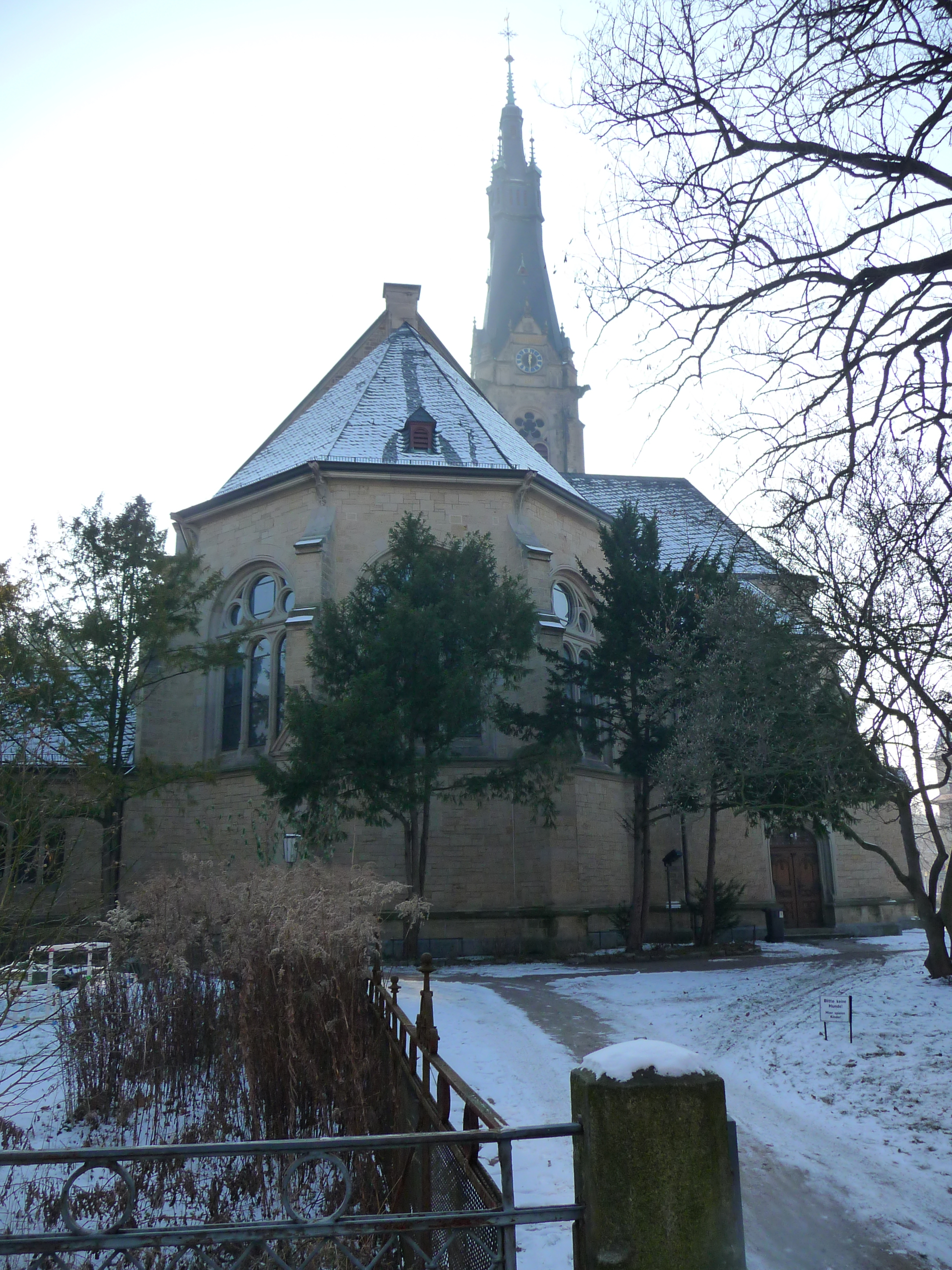
Nordseite
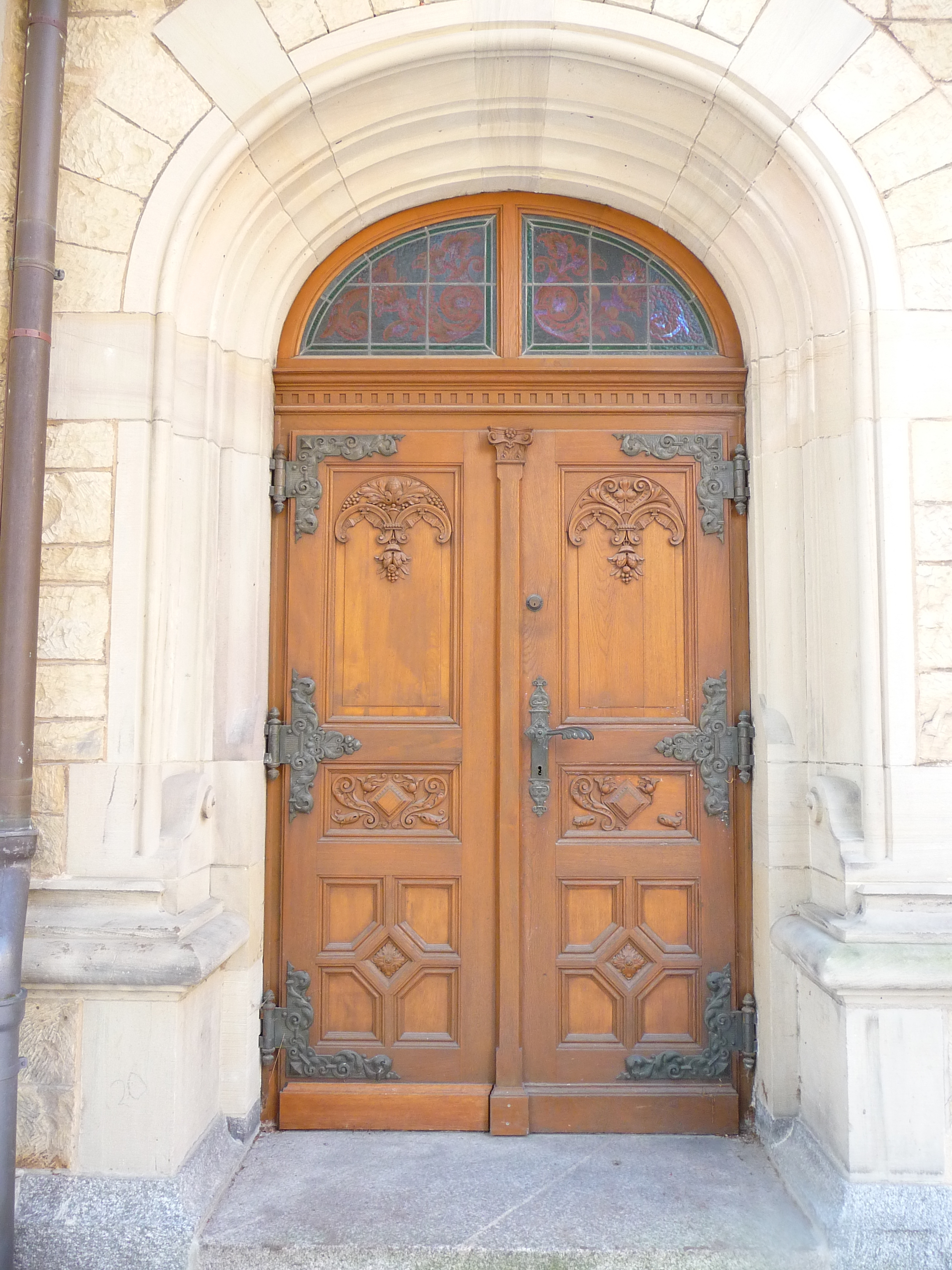
Östliches Seitenportal
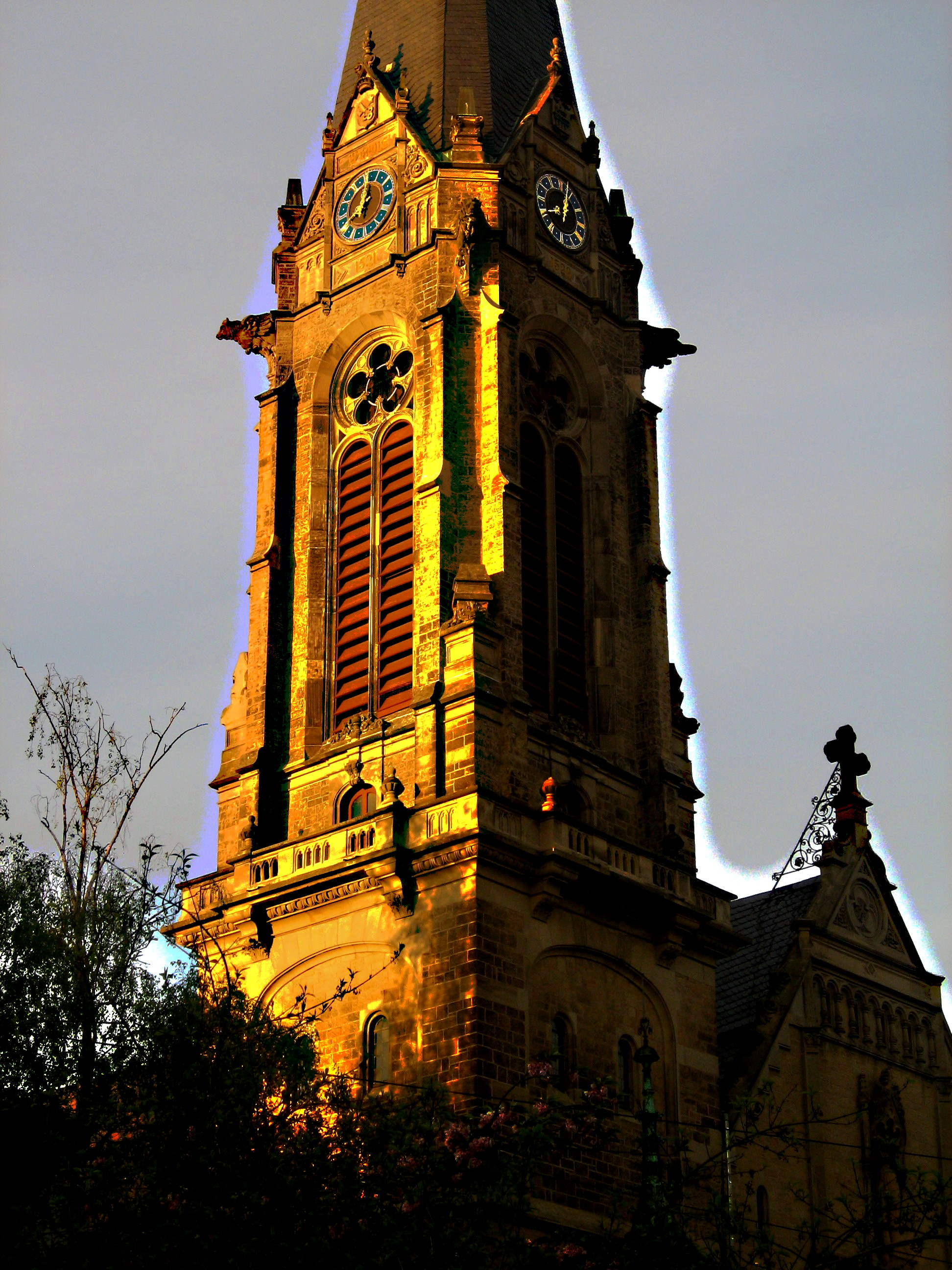
Fassade des Turmes
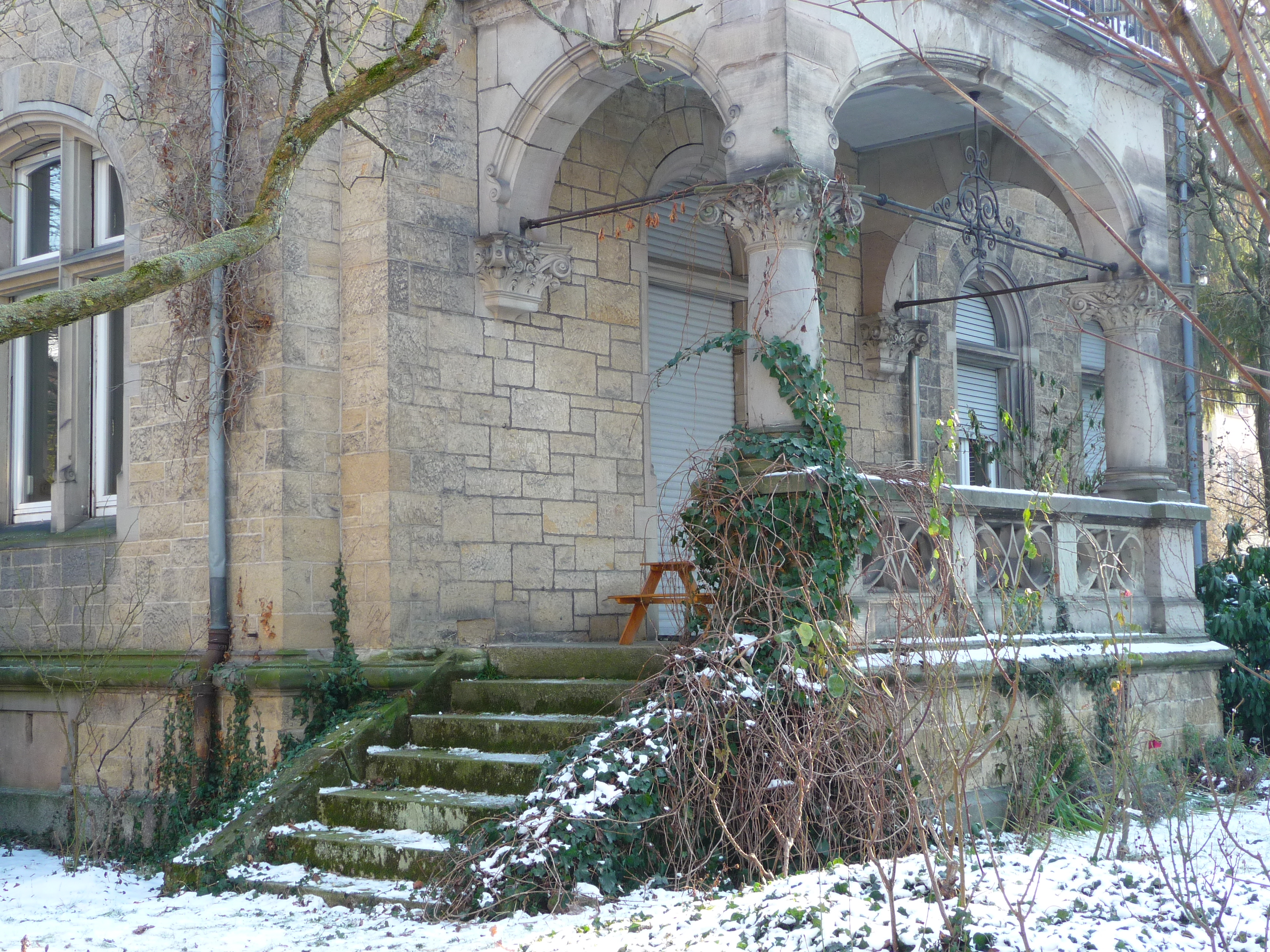
Pfarrhaus der Christuskirche